# 제럴드 오카무라
제럴드 오카무라(Gerald Okamura, 1940년 ~ )는 미국의 배우, 스턴트 배우이다.

## 영화
- 지.아이.조: 전쟁의 서막 (2009년)
- 슬레지: 디 언톨드 스토리 (2005년) - 아시안 마스터 역
- 드래곤 파이어 (2003년)
- 블레이드 (1998년) - cameo - 뱀파이어 역
- 리틀 빅풋 (1997년)
- 하드 커넥션 (1996년)
- 데이 오브 더 워리어 (1996년)
- 투혼 3 (1996년)
- 파워 위딘 (1995년)
- 케이지 2 (1994년)
- 쉐도우 (1994년)
- 파이어파워 (1993년)
- 못말리는 람보 (1993년)
- 아메리칸 스트리트파이터 2 (1992년)
- 아메리칸 스트리트파이터 (1992년)
- 아메리카 스트리트 파이터 (1992년)
- 데들리 벳 (1992년)
- 나인 하프 닌자 (1991년)
- 리틀 도쿄 (1991년)
- 사무라이 캅 (1989년)
- 가라데 혈투 (1989년)
- 빅 트러블 (1986년)
- 천상의 검 (1985년)
- 옥타곤 (1980년)